# Бажовские места
«Бажо́вские места» — природный парк (особо охраняемая природная территория) в Сысертском городском округе Свердловской области.
Природный парк «Бажовские места» был создан 4 апреля 2007 года, и наделен статусом особо охраняемой природной территории. Территория природного парка «Бажовские места» находится в 60 км к югу от Екатеринбурга площадь парка составляет 61 060,83 Га. Парк назван в честь знаменитого уральского писателя Павла Петровича Бажова, эти места описаны в его произведениях.

## Фауна
На территории природного парка обитают хищные животные: бурый медведь, волк, лисица, рысь, куница, колонок и американская норка. Встречаются копытные — косуля, кабан и лось. Также широко распространены заяц-беляк, белка, ёж, землеройка. В водохранилищах, озёрах и реках водится щука, окунь, лещ, чебак, ёрш и др.

## Достопримечательности «Бажовских мест»
На территории парка большое количество уникальных природных и исторических объектов, среди них:
- Скала и озеро Тальков Камень
- Скалы Марков Камень
- Кордон «Плита»
- Старинный канал Черновской
- Хрустальные копи
- Хребет Берёзовый увал
- Гора Иванушкина
- Гранатовый шурф
- Гора Соколиная
- Пруд Хрустальный (корабельные сосны)
- Старинные карьеры по добыче железной руды
- Затопленный карьер по добыче асбеста  Асбест-Камень (Мочаловские разрезы)
- Скалы Весёлый мыс, Храпы
- Озеро Большое Щучье
- Озеро Сысертское

## Популярные туристические маршруты
- Маршруты на озеро Тальков камень
- Маршруты на гору (скалы) Марков камень
- Трасса для квадроциклов и снегоходов

## Экологическое просвещение
Экологическое просвещение населения является одной из основных задач работы Природного парка «Бажовские места». Это работа с детьми разного возраста, проведение экологических лагерей и игровых праздников, создание эко-кружков на базе школ района, и различных экологических акций, создание экотроп на территории Парка и развитие экологического туризма.

## Биотехния
Сотрудниками парка проводится работа по увеличению численности и видового разнообразия диких животных. Особое внимание уделяется копытным. С момента создания особо охраняемой территории сотрудники не только занимались охраной, но и проводили различные биотехнические мероприятия.
- В зимний период ведётся работа по прокладке путиков в периоды наста и высокого снежного покрова. Налажена работа по регулярной подкормке кабана и косули. Было создано 27 подкормочных площадок и оборудовано более 60 солонцов. На кормовые площадки вывозятся зерновые и хлебные корма, сено, подсолённые веники (ежегодно 1500 штук). Помимо подкормки и охраны животных, инспектора проводят наблюдения за их перемещениями, переменами мест кормёжки и отёла.
- Улучшение защитных и гнездовых условий. При поддержке Департамента по охране и использованию животного мира обустроены гнёзда в местах обитания птиц, занесённых в Красную книгу Свердловской области (2018) — бородатой неясыти и орлана белохвоста.
- Создание участков покоя в глухих малопосещаемых местах — в центре парка находится зона ограниченного хозяйственного использования, к которой относятся территории, предназначенные для создания благоприятных условий обитания и воспроизводства животных, ведения деятельности по достижению оптимальной плотности и регулированию численности объектов животного мира. Доступ посетителей в эту зону возможен только по специальному разрешению.
- Борьба с заболеваниями животных — на территории регулярно проводится мониторинг и вакцинация диких животных.
- Акклиматизация животных и растений в районах прежнего обитания. На водоёмах природного парка (Верхнесысертский пруд, озеро Щучье) с 2010 года, в рамках государственной программы «Обеспечение рационального и безопасного природопользования Свердловской области», регулярно проводят зарыбление. При сотрудничестве с Ботаническим садом УрФУ (УрГУ) на территории парка была проведена работа по интродукции редких растений, занесённых в Красную книгу. Из Ботанического сада были привезены 7 видов растений (более 3500 растений), приживаемость на территории парка составила более 80 %.